# Deserto da Ilusão
Deserto da Ilusão é o quarto álbum da carreira do cantor Péricles, sendo o segundo em estúdio, Com seu gênero musical voltado ao pagode com influência de Rhythm and Blues e Soul Music, é um álbum no formato CD lançado pela gravadora FVA Music. Foi lançado inicialmente nas plataformas digitais no dia 24 de março de 2017.
Além dos instrumentos de samba e pagode, o álbum também traz instrumentos como flauta, piano acústico, saxofone, violino, violoncelo.
O álbum contém várias participações de artistas musicais notáveis, eles são Marcos & Belutti que participou da canção "Perturbado", MC Livinho que participou da canção "Já Deu", Jorge & Mateus que participou da canção "Trinta Graus", Wesley Safadão que participou da canção "Fogo Na Roupa", Djavan que participou da canção "Deserto da Ilusão", Marília Mendonça que participou da canção "Vai Por Mim", Sorriso Maroto que participou da canção "Lugar Comum", Chrigor (cantor da turnê Projeto A Gente Faz A Festa) participou da canção "Virtude de um Ser".
"Costumes Iguais" é o primeiro single do álbum lançado em 2 de fevereiro de 2017, posteriormente a canção foi lançada nas rádios em vários lugares do Brasil.

## Faixas
1. "Areia Movediça" - 3:39
2. "Perturbado" (participação de Marcos & Belutti) - 3:26
3. "Costumes Iguais" - 3:58
4. "Já Deu" (participação de MC Livinho) - 3:43
5. "Trinta Graus" (participação de Jorge & Mateus) - 3:50
6. "Eu Te Uso e Sumo" - 3:38
7. "Fogo Na Roupa" (participação de Wesley Safadão) - 3:20
8. "Deserto da Ilusão" (participação de Djavan) - 3:51
9. "Vai por Mim" (participação de Marília Mendonça) - 3:40
10. "Lugar Comum" (participação de Sorriso Maroto) - 4:14
11. "Virtude de um Ser" (participação de Chrigor) - 3:11
12. "Folhas de Outono" - 3:24